# Нахімовка (Казахстан)
Нахі́мовка (каз. Нахимовка) — село у складі Жаркаїнського району Акмолинської області Казахстану. Адміністративний центр Нахімовського сільського округу.
Населення — 179 осіб (2021; 339 у 2009, 795 у 1999, 1317 у 1989).
Національний склад станом на 1989 рік:
- казахи — 39 %;
- росіяни — 25 %.

У радянські часи село також називалось Совхоз Нахімовський.